# (309239) 2007 RW10
(309239) 2007 RW10 – planetoida z grupy centaurów. Została odkryta 9 września 2007 roku w Obserwatorium Palomar. Pierwotnie zaliczana do grupy trojańczyków Neptuna. Dalsze obserwacje pozwoliły ustalić, że jest to obiekt transneptunowy. Planetoida nie ma jeszcze własnej nazwy, a tylko oznaczenie tymczasowe i stały numer.

## Orbita
Planetoida ta krąży w średniej odległości ok. 30,3 j.a. od Słońca po eliptycznej orbicie o mimośrodzie ok. 0,30. Wykonuje jeden obieg wokół Słońca w ciągu ok. 167 lat. Orbita planetoidy jest nachylona pod kątem 36° do płaszczyzny ekliptyki.